# Kuala Puntian
Kuala Puntian is een bestuurslaag in het regentschap Banyuasin van de provincie Zuid-Sumatra, Indonesië. Kuala Puntian telt 2768 inwoners (volkstelling 2010).